# Antiscopa elaphra
Antiscopa elaphra là một loài bướm đêm trong họ Crambidae.